# Gyna lurida
Gyna lurida es una especie de cucaracha del género Gyna, familia Blaberidae.

## Distribución
Esta especie se encuentra en Tanzania (Zanzíbar).